# مناهضة الإنسانوية
في النظرية الاجتماعية وفي الفلسفة، مناهضة الإنساونية (أو معاداة الإنسانوية) هي نظرية نقدية للإنسانية التقليدية والأفكار التقليدية حول الإنسانية والحالة البشرية. تُعتبر الفكرة التي تفترض أنه يجب رفض الأفكار التي تدور حول «الطبيعة البشرية»، أو«الإنسان»، أو «البشرية» لأنها ترتبط تاريخيًا بالماورائيات أساس نظرية مناهضة الإنسانية.

## الأصول
في نهاية القرنين الثامن والتاسع عشر، شكلت فلسفة الإنسانية حجر الزاوية في عصر النهضة، انطلاقًا من فكرة أن للإنسانية جوهرًا أخلاقيًا عالميًا، ومن ثم فكرة أن البشر كلهم أحرار ومتساوون بطبيعتهم. بالنسبة إلى إنسانيين تقدميين مثل إيمانويل كانت، لعب القانون العالمي للمنطق دور المرشد باتجاه الانعتاق من أي شكل من أشكال الطغيان.
بدأ نقد المذهب الإنساني باعتباره مفرطًا في المثالية في القرن التاسع عشر. بالنسبة إلى فريدريك نيتشه، لم تكن الإنسانية سوى رموزًا فارغة، ونسخة علمانية لمفهوم الألوهية. عبَّر ماكس شتيرنر عن موقف مشابه في كتابه الأنا وذاتها، الذي نُشر قبل عدة عقود من كتاب نيتشه. يناقش نيتشه في كتاب جنيالوجيا الأخلاق فكرة أن حقوق الإنسان موجودة كوسيلة تساعد الضعفاء على تقييد الأقوياء، ولا تسهِّل بشكلها هذا التحرر في الحياة، بل تنكر وجوده.
يُعتبر كارل ماركس الشاب إنسانيًا أحيانًا، وأصبح عكس ذلك بعد بلوغه مرحلة النضج، إذ أصبح أكثر قسوة في انتقاده لحقوق الإنسان الواردة في فلسفة المثالية وأدب المدينة الفاضلة. كان ماركس يؤمن بأن حقوق الإنسان هي نتاج اللاأنسنة التي كانوا يعارضونها، لأن الرأسمالية تجبر الأفراد على التصرف بطريقة أنانية، ما يجعلهم في حالة نزاع مستمر مع بعضهم، وكنتيجة لذلك هم بحاجة لحقوق تحميهم. أكَّد أنه يمكن تحقيق التحرر الحقيقي فقط عن طريق تأسيس الشيوعية التي تلغي الملكية الخاصة لجميع وسائل الإنتاج.
في القرن العشرين، تحدى سيغموند فرويد، الذي كان يؤمن أن البشر منقادون بشكل كبير وراء رغبات غير عقلانية لاشعورية، فكرة أن البشر مستقلين بذواتهم وعقلانيين.
اعتبر مارتن هايدغر الإنسانية فلسفة ماورائية تُضفي على البشرية جوهرًا عالميًا وتميزها عن جميع الأشكال الوجودية الأخرى. بالنسبة إلى هايدغر، تعتبر النظرية الإنسانية الوعي مثالًا عن الفلسفة يقودها باتجاه الذاتية والمثالية التي يجب تجنبهما. رفض هايدغر، مثل جورج فيلهلم فريدريش هيغل من قبله، فكرة الاستقلال الذاتي الكانتية، مشيرًا إلى أن البشر مخلوقات اجتماعية وتاريخية، بالإضافة إلى رفضه فكرة كانت حول الوعي المؤسس. وعلى الرغم من ذلك، يحافظ هايدغر على روابط مع كل من الإنسانية والوجودية رغم جهوده لإبعاد نفسه عنهما في الرسالة التي كتبها بعنوان رسالة إلى الإنسانية.

## الفلسفة الوضعية و«النزعة العلمية»
الفلسفة الوضعية هي فلسفة العلم المعتمدة على فكرة أنه في العلوم الاجتماعية والطبيعية أيضًا، تكون المعلومات المستنبطة من تجارب الإحساس، ومن المعالجات المنطقية والرياضية لبيانات كهذه، المصدر الحصري لكل المعرفة الموثوقة. تفترض الفلسلفة الوضعية أن المعرفة الصحيحة (الحقيقة) موجودة فقط في المعرفة العلمية. يُطلق على البيانات التي يمكن الحصول عليها عن طريق الحواس والتحقق منها اسم الدليل التجريبي. تفترض وجهة النظر هذه أن المجتمع يتبع قوانين عامة تفرض وجود وتفاعل الأشياء الحقيقية الوجودية في العالم المادي. رُفضت المحاولات الاستباقية والحدسية لاكتساب المعرفة. رغم أن المنهج الوضعي لطالما كان موضوعًا متكررًا في تاريخ الفكر الغربي، طور الفيلسوف وعالم الاجتماع المؤسس أوغست كونت هذا المفهوم وفقًا للمعنى الحديث في أوائل القرن التاسع عشر. ناقش كونت فكرة أن المجتمع يسير وفقًا لقوانينه شبه المطلقة، كما يسير العالم المادي وفقًا للجاذبية وغيرها من القوانين الطبيعية الثابتة.
حدد المفكر الإنساني تزفيتان تودوروف اتجاهًا فكريًا في الحداثة يؤكد على العلم، ويميل إلى فكرة حتمية عن العالم. ويقول بأن عالم نظريات الفلسفة الوضعية أحد المناصرين المهمين لهذه الفكرة. بالنسبة إلى تودوروف، لا تخلو النزعة العلمية من الإرادة، ولكنه يفترض أنه طالما أن نتائج العلم صالحة بالنسبة إلى الجميع، فلا بد أن يكون هذا أمرًا مشتركًا وليس فرديًا. وعلى الفرد أن يخضع للجماعة فعليًا لأنها «تعرف» أكثر منه. تتم المحافظة على استقلالية الإرادة، لكنها إرادة الجماعة أيضًا وليس الفرد، ازدهرت النزعة العلمية ضمن سياقين سياسيين مختلفين، طُبِّق النمط الأول من النزعة العلمية من قبل الأنظمة الشمولية. يمكن إيجاد نقد مشابه في العمل المرتبط بمدرسة فرانكفورت للبحوث الاجتماعية. يُسهِّل رفض النزعة العلمية أو رفض العلم كأيديولوجية عمل الفلسفة الوضعية. يجادل يورغن هابرماس في كتابه (عن منطق العلوم الاجتماعية) (1967)، مسألة أن «الفرضية الوضعية عن العلوم الموحدة التي تفترض أن كل العلوم مشابهة لنموذج علمي طبيعي فاشلة بسبب العلاقة الوطيدة بين العلوم الاجتماعية والتاريخ، وبسبب حقيقة أنها تعتمد على فهم للمعنى قائم على وضع معين يمكن تفسيره بشكل تأويلي فقط، إذ لا يمكن الوصول إلى حقيقة مبنية مسبقًا بشكل رمزي بالاعتماد على الملاحظة وحدها».

## البنيوية
طُوِّرت البنيوية في باريس ما بعد الحرب كرد على التناقضات الملموسة بين موضوع الفلسفة الحر وموضوع العلوم البشرية المقيد، واعتمدت على اللغويات المنهجية التي وضعها فرديناند دو سوسور لتشكل فكرة عن اللغة والثقافة باعتبارهما نظامًا تقليديًا للإشارة يسبق دخول موضوع الفرد إليهم.
نظم كلود ليفي ستروس تحليلًا بنيويًا للثقافة في علم الإنسان تماهى فيه موضوع الفرد مع اتفاقية معبرة، وانتقد عمل علم الرموز لرولاند بارت (1977) مُعتَقَد المؤلف بشدة وأعلن وفاته فعليًا، بينما قاد التحليل النفسي البنيوي لجاك لاكان بالطبع إلى التقليل من أهمية مفهوم الفرد المستقل: «لا بد من إطلاق لقب الواهم على إنسان ينادي بالحرية، فكلامه أشبه بكلام حيوان واقع تحت رحمة اللغة».
بعد أن تسلم زمام القيادة من هجوم برتولت بريشت على البرجوازية والإنسانية الاجتماعية، استخدم الماركسي البنيوي لوي ألتوسير مصطلح «مناهضة الإنسانية» في هجومه ضد الإنسانيين الماركسيين، الذي اعتبر موقفهم حركة رجعية. اعتبر ألتوسير أن للـ«بنية» و«العلاقات الاجتماعية» أولوية في وعي الفرد، وهذا ما يتعارض مع فلسفة الموضوع. بالنسبة إلى ألتوسير، تُعتبر معتقدات، ورغبات، وتفضيلات، وأحكام الإنسان نتاجًا للمارسات الاجتماعية، إذ يُقولب المجتمع الفرد في صورته عن طريق إيديولوجياته.
بالنسبة إلى الإنسانيين الماركسيين مثل جورج لوكاش، كانت الثورة مشروطة بتطوير الوعي الطبقي بموضوع الطبقة العاملة التاريخي. وعلى العكس من هذا، تقلل فكرة ألتوسير عن مناهضة الإنسانية دور المنظمات الإنسانية في سير التاريخ.

## أمثلة ثقافية
تبدأ بطلة رواية عمل جيد (بالإنجليزية: Nice Work) بالتعريف عن نفسها على أنها مادية سيميائية، فتقول: «موقف موضوعي في شبكة لا متناهية من الأحاديث -أحاديث عن القوة، والجنس، والعائلة، والعلم، والدين، والشعر، وغيرها». اتُهمت بتبني نظرة حتمية سوداوية، فردت قائلة: «نعم لمناهضة الإنسانية، لا للاإنسانية، الفرد المقيد فعلًا هو الفرد الذي لا يدرك وجود بنى منطقية تقيده». على أي حال، بعد ازدياد خبرتها الحياتية، تقترب من قبول فكرة أن ما بعد البنيوية هي لعبة فلسفية مثيرة للاهتمام، ولكنها تبدو بلا معنى لأولئك الذين لم يفهموا الإنسانية بحد ذاتها. يقترح تيموثي لوري في نقده للمناهج الإنسانية للأفلام المشهورة، أنه في أفلام الرسوم المتحركة الجديدة لشركتي دريم ووركس وبيكسار «يكون الإنسان قادرًا على أن يصبح مثالًا عن الاضطراب غير الأخلاقي، بدلًا من، أو على الأقل بالإضافة إلى، كونه نموذجًا يُحتذى به للسلوك المثالي بالنسبة إلى المشاهدين الصغار».